# Ankaragücü
MKE Ankaragücü (normalt bare kendt som Ankaragücü) er en tyrkisk fodboldklub fra hovedstaden Ankara. Klubben spiller i landets bedste liga, Turkcell Süper Lig, og har hjemmebane på 19 Mayıs Stadium. Klubben blev grundlagt i 1910, og har siden da sikret sig et enkelt tyrkisk mesterskab samt to pokaltitler.

## Titler
- Tyrkiske Pokalturnering (2): 1972 og 1981

## Kendte spillere
- İlhan Mansız
- Hasan Şaş
- Victor Agali

## Danske spillere
- Ingen